# Barra d'estat

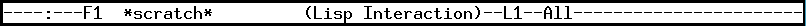
Un exemple de barra d'estat a Emacs

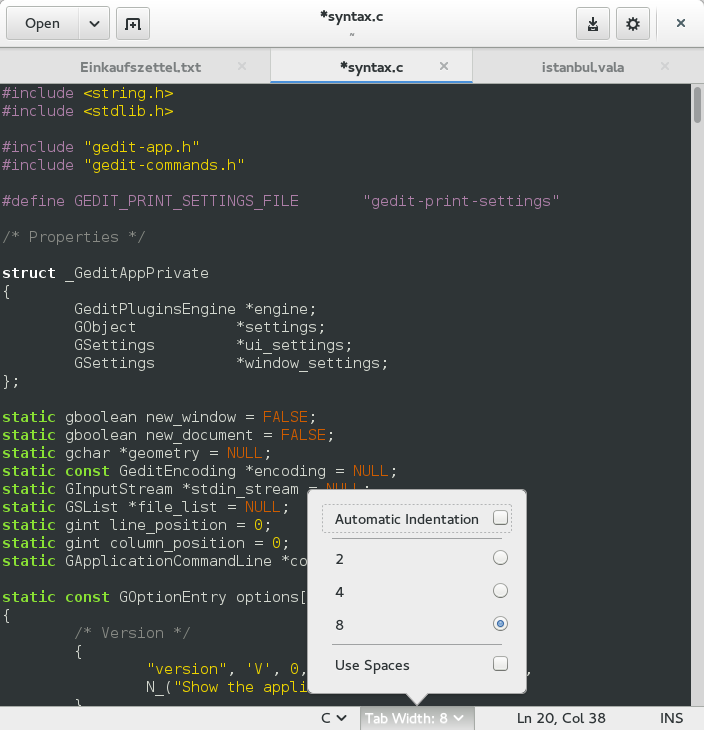
Gedit basat en GTK amb una finestra emergent a la barra d'estat.

Una barra d'estat és un element de control gràfic que presenta una àrea d'informació que normalment es troba a la part inferior de la finestra. Es pot dividir en seccions per agrupar la informació. El seu treball és principalment mostrar informació sobre l'estat actual de la seva finestra, tot i que algunes barres d'estat tenen una funcionalitat addicional. Per exemple, molts navegadors web tenen seccions on es pot fer clic que apareixen amb informació de seguretat o privadesa.
Una barra d'estat també pot estar basada en text, principalment en aplicacions basades en consola, en aquest cas sol ser l'última fila en una configuració de mode de text de 80 x 25, deixant les 24 files superiors per a les dades de l'aplicació. Normalment, la barra d'estat (anomenada línia d'estat en aquest context) mostra l'estat actual de l'aplicació, així com dreceres de teclat útils. Un exemple és l'editor de text "vi" d'UNIX (de la dècada de 1970) o sistemes Linux més nous.
Les línies d'estat s'han utilitzat durant més de 30 anys per mostrar missatges d'assessorament en una àrea predefinida, en lloc de missatges emergents a la pantalla central que poden bloquejar la visualització de la informació relacionada.
De vegades, un videojoc col·loca la informació vital del jugador o la pantalla d'atenció (com ara els punts de vida, les vides i la puntuació) en una franja similar a la part superior o inferior de la pantalla; això també es coneix com a barra d'estat.

## Ús
Les barres d'estat i les línies d'estat anteriors s'han utilitzat durant anys per mostrar missatges d'assessorament en una àrea predefinida, anteriors als quadres de diàleg que poden bloquejar la visualització de la informació relacionada darrere dels missatges emergents. L'ús de barres d'estat (o línies d'estat) comporta tant avantatges com desavantatges:
Avantatges de les barres d'estat:
- Permeten visualitzar missatges alhora que visualitzen tota la pantalla (tot i que ocupen espai de la pantalla per a la seva pròpia visualització)
- Permeten escriure informació mentre es visualitzen dades d'estat
- Permeten altres opcions de menú mentre es visualitzen dades d'estat
- Mostren contínuament l'estat durant el funcionament

Desavantatges de les barres d'estat:
- Les barres d'estat poden restringir la informació a una visualització d'una línia (tot i que es pot utilitzar una barra d'estat/regió variable de diverses línies);
- Les barres d'estat normalment no poden aparèixer a la superfície per als missatges crítics quan la seva finestra principal es troba a sota d'altres (però sempre són visibles a la finestra principal, que es pot aixecar).
- La seva ubicació a la vora de la pantalla pot fer-los menys visibles que un quadre de diàleg

## Exemples
- La barra d'estat d'un gestor de fitxers sovint mostra el recompte d'elements del directori actual, la seva mida total o la mida de l'element seleccionat actualment.
- La barra d'estat d'un navegador web serà invisible o en blanc quan l'usuari estigui veient una pàgina i, a continuació, mostrarà informació de càrrega quan l'usuari faci clic en un hiperenllaç.
- La barra d'estat d'un editor de gràfics mostrarà informació sobre la imatge actual, com ara les seves dimensions, l'espai de color o la resolució .
- En un processador de textos, la barra d'estat sovint mostra la posició del cursor, el nombre de pàgines del document i l'estat de les tecles de bloqueig de majúscules, bloqueig numèric i bloqueig de desplaçament . A més, molts processadors de textos assignen a la tecla d'inserció un comportament similar al d'aquests tres, per permetre canviar el mode d'inserció. – l'estat d'això també es mostra a la barra d'estat.
- Les aventures de text sovint tenen una línia d'estat que mostra informació com ara la ubicació dels jugadors, el temps del joc i la puntuació. El butlletí de notícies per a clients d'Infocom es va anomenar The Status Line després que es va anomenar The New Zork Times
- En un full de càlcul, la barra d'estat mostra informació similar a la dels processadors de textos, però inclou la possibilitat de ressaltar cel·les i mostrar la mitjana, la suma, el valor màxim, etc